# Barragem em arco

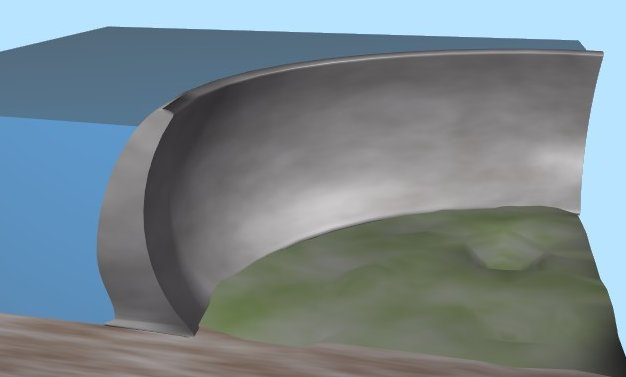
Corte esquemático de uma barragem em arco

A barragem em arco (português europeu) ou represa em arco (português brasileiro), também chamada de barragem ou represa em abóbada, é um dos dois tipos de barragens de betão (represas de concreto, no Brasil). São construídas em vales mais apertados, podendo desta forma a altura ser maior que a largura. A dupla curvatura, vertical e horizontal, aliada à grande altura pode conferir-lhes grande espetacularidade. A curvatura horizontal permite a transmissão da força da impulsão da água da albufeira às margens.